# ترمخیا
ترمخیا (به اسپانیایی: Torremejía) یک شهرستان در اسپانیا است که در استان باداخس واقع شده‌است.